# Janet Amponsah
Pour les articles homonymes, voir Amponsah.
Janet Amponsah (née le 12 avril 1993 à Kumasi) est une sprinteuse ghanéenne.

## Carrière
Elle remporte la médaille d'argent du relais 4x100 mètres aux Jeux du Commonwealth de 2010, aux Championnats d'Afrique de 2012, aux Jeux africains de 2015 et aux Championnats d'Afrique de 2016 ainsi que la médaille de bronze du relais 4x100 mètres aux Championnats d'Afrique de 2014.

## Palmarès
| Date | Compétition                   | Lieu        | Résultat | Épreuve   | Temps         |
| ---- | ----------------------------- | ----------- | -------- | --------- | ------------- |
| 2010 | Jeux du Commonwealth          | New Delhi   | 2e       | 4 x 100 m | 45 s 24       |
| 2011 | Jeux africains                | Maputo      | 2e       | 4 x 100 m | 44 s 33       |
| 2012 | Championnats d'Afrique        | Porto Novo  | 6e       | 100 m     | 11 s 76       |
| 2012 | Championnats d'Afrique        | Porto Novo  | 5e       | 200 m     | 23 s 68       |
| 2012 | Championnats d'Afrique        | Porto Novo  | 2e       | 4 x 100 m | 44 s 35       |
| 2012 | Championnats d'Afrique        | Porto Novo  | 8e       | 4 x 400 m | 3 min 41 s 46 |
| 2012 | Championnats du monde juniors | Barcelone   | 5e       | 200 m     | 23 s 41       |
| 2014 | Championnats d'Afrique        | Marrakech   | 3e       | 4 x 100 m | 44 s 06       |
| 2014 | Championnats d'Afrique        | Marrakech   | 4e       | 4 x 400 m | 3 min 42 s 89 |
| 2015 | Jeux africains                | Brazzaville | 4e       | 200 m     | 23 s 49       |
| 2015 | Jeux africains                | Brazzaville | 2e       | 4 x 100 m | 43 s 72       |
| 2016 | Championnats d'Afrique        | Durban      | 5e       | 200 m     | 23 s 45       |
| 2016 | Championnats d'Afrique        | Durban      | 2e       | 4 x 100 m | 44 s 05       |
| 2018 | Jeux du Commonwealth          | Gold Coast  | 5e       | 4 x 100 m | 43 s 64       |
| 2018 | Championnats d'Afrique        | Asaba       | 2e       | 100 m     | 11 s 54       |
| 2018 | Championnats d'Afrique        | Asaba       | 3e       | 200 m     | 23 s 38       |
| 2018 | Coupe continentale            | Ostrava     | 8e       | 100 m     | 11 s 74       |

## Records
| Épreuve | Performance | Lieu   | Date          |
| ------- | ----------- | ------ | ------------- |
| 200 m   | 22 s 67     | Auburn | 21 avril 2018 |